# جبريل ويلو
جبريل ويلو (بالإنجليزية: Gabriel Willow)‏ هو عالم طبيعة وعالم طيور أمريكي، ولد في 1978 في مونتفيل في الولايات المتحدة.